# Maria Elisa Andreoli
Amalia Andreoli (Agugliano, 10 de julio de 1861-Rovigo, 1 de diciembre de 1935), más conocida por su nombre religioso Maria Elisa Andreoli, fue una religiosa católica italiana, fundadora las Siervas de María Reparadoras. Es considerada venerable en la Iglesia católica.

## Biografía
Amalia Andreoli nació en Agugliano (Vicenza-Italia) en el seno de una familia de trabajadores, compuesta por el matrimonio entre Marco y Margarita Ferraretto de Lonigo (Vicenza). Marco abandona la familia cuando Amalia contaba con apenas cinco años de edad. Margarita para garantizarle una educación cristiana y cultural, se transfirió a Este (Padua) y la deja en manos de las religiosas canosianas. Allí nace en cierto modo la vocación de Amalia, quien a los 17 años ingresa a las Hermanas del Sagrado Corazón (canosianas), las cuales abandona para pasar a las Siervas de María de Galeazza, por su identificación con la espiritualidad servita.
Aconsejada por el presbítero Giovanni Dalla Costa, de Monte Berico, Amalia, pide dispensa de la congregación, y junto a su madre se dedicarán a trabajar con la precaria fundación de Vidor (Treviso), de la nueva escuela de Giovanni Battista Mander. Allí las dos y otras dos compañeras hacen sus votos como terciarias laicas servitas y en adelante se dedicarán a la educación en la escuela. En 1902, se traslada a Andria para hacerse cargo de un orfanato y de los niños de la escuela materna. Poco a poco, va adquiriendo nuevas responsabilidades como la educación de jóvenes.
Andreoli consigue la aprobación de su obra como congregación religiosa de derecho diocesano (1903) y la agregación a la Orden de los Siervos de María (1910), desde entonces cambiará su nombre por el de Maria Elisa. Tiempo en que asumen la espiritualidad de la reparación mariana, razón por la cual desde 1913, asumirán el nombre de Siervas de María Reparadoras. Mientras contaba con vida, Maria Elisa llevó a la consolidación su proyecto: asumió nuevas actividades, como la catequesis y el servicio de enfermería, llevó el instituto a otras ciudades italianas y a Brasil (1921) y consiguió la aprobación pontificia (1931). En una de sus recientes fundaciones, Rovigo, murió el 1 de diciembre de 1935 a los 74 años.

## Culto
Entre 1965 y 1971 se instituyó el proceso diocesano informativo sobre la santidad de Maria Elisa, al final de ese periodo fue transferido a Roma, concluyendo con la aprobación de las virtudes heroicas, por parte del papa Benedicto XVI, el 10 de diciembre de 2010, razón por la cual en la Iglesia católica se le da el título de venerable. Sus restos descansan en el Centro Mariano de Rovigo (Italia).